# Eco-Compteur

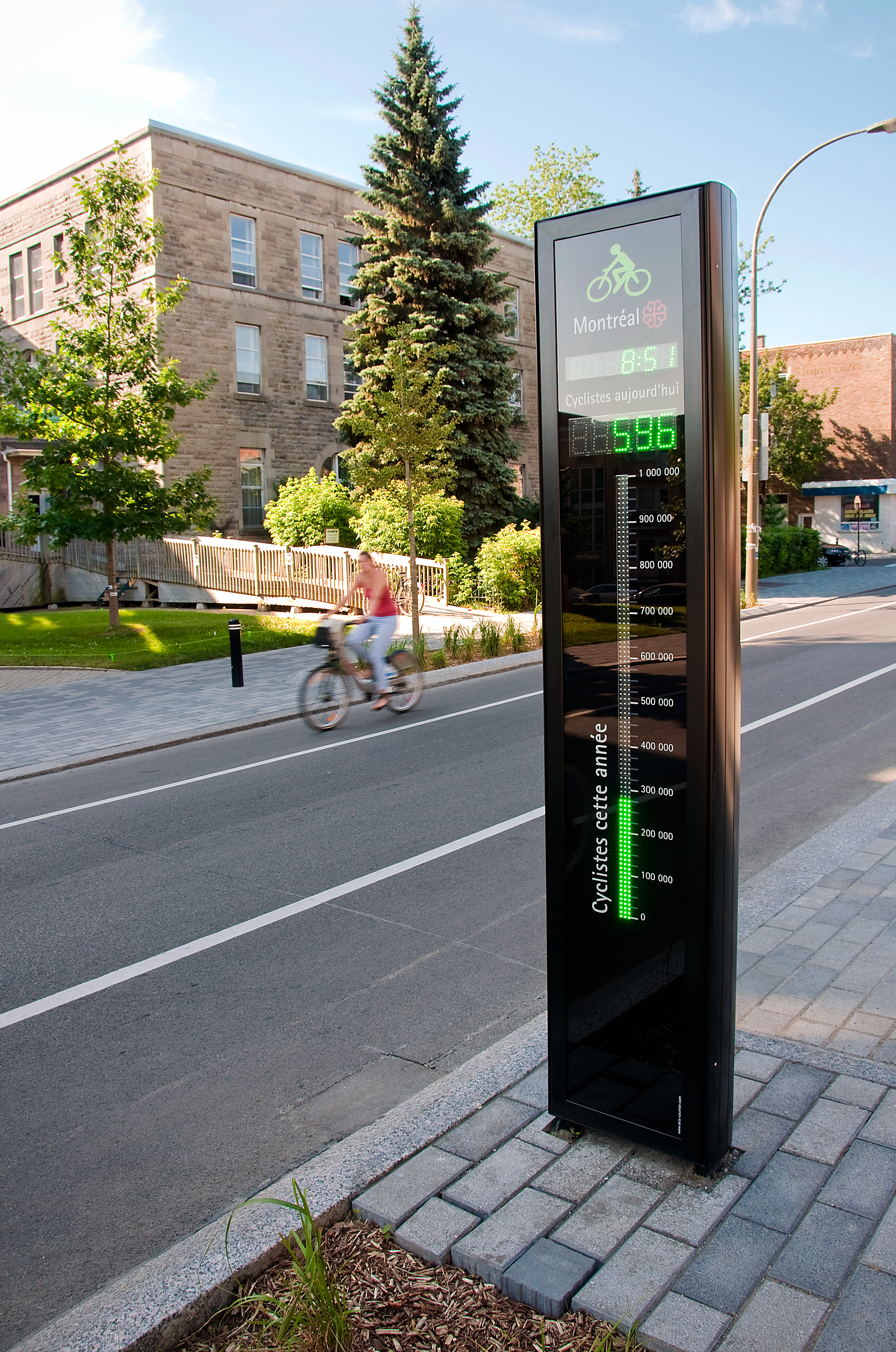
Baromètre cyclable visible sur l'avenue Laurier, à Montréal.

Eco-Compteur est une entreprise française créée en 2000 par Christophe Milon. Elle est localisée à Lannion dans les Côtes-d'Armor, en Bretagne et possède une filiale à Montréal au Canada. Elle commercialise des systèmes de comptage pour piétons et cyclistes, ainsi que des baromètres cyclables. Ses clients principaux sont les gestionnaires d'espaces naturels et les responsables des politiques de transports en ville. Les compteurs de passage piéton et cycliste permettent de suivre l'efficacité des politiques d'écomobilité.

## Installations
Présente dans 55 pays, ses solutions sont installées majoritairement en Europe et en Amérique du Nord. Les baromètres cyclables sont notamment visibles à Nantes et Strasbourg en France, ainsi qu'à Montréal au Canada.